# Coletinia herculea
Coletinia herculea es una especie de insecto zigentomo cavernícola de la familia Nicoletiidae. Es endémica de la provincia de Cádiz, sur de la península ibérica (España).